# David Ier (prince de Moukhran)
Pour les articles homonymes, voir David Ier et David.
David Ier (en géorgien : დავით I მუხრანბატონი, Davit' I Moukhranbatoni ; mort à Dzvel Anag, Kakhétie, en 1648) est le 5e prince de Moukhran, une principauté géorgienne située entre la Kakhétie et le Karthli (Géorgie centrale), qui règne de 1627 à sa mort, en 1648. Fils de Teimouraz Ier de Kakhétie, il parvient au trône à la suite du départ forcé de son prédécesseur, qui doit s'exiler dans l'Empire ottoman après l'invasion du Karthli par la Kakhétie. David Ier passe le reste de son règne à lutter contre les Persans et leur représentant en Géorgie, le roi Rostom de Karthli, ce qui lui coûte la mort. Il fait partie de l'ancienne dynastie des Bagrations, qui prétendent descendre des rois bibliques David et Salomon.

## Biographie
Datouna Bagration est né au début du XVIIIe siècle. Il est le fils cadet de Teimouraz Ier de Kakhétie et de Khorassan-Daredjan de Karthli. En 1615, l'armée persane intervient en Kakhétie et les deux frères aînés du prince, Léon et Alexandre, sont capturés et envoyés en Perse en tant qu'otages, et, en 1624, ils sont tous deux castrés, ce qui provoque la démence du premier et la mort du second. Datouna (surnom de David) est alors reconnu comme prince héritier de la Kakhétie.
David apparaît pour la première fois dans l'histoire en 1627. En effet, quelque temps plus tôt (automne 1625), le roi Teimouraz Ier, qui règne également en Karthli, remporte une victoire décisive au lac Bazaleti contre l'usurpateur Georges Saakadze et son allié, le prince de Moukhran Kaïkhosro. Définitivement anéantis, les membres de cette alliance entre Saakadze et Kaïkhosro s'exilent dans l'Empire ottoman et le roi de Kakhétie se retrouve unique maître du nord du Karthli (le sud est aux mains du renégat pro-persan Semayoun-Khan). Teimouraz nomme alors son fils et héritier présomptif David « prince de Moukhran », en remplacement de l'exilé Kaïkhosro.
Jusqu'en 1633, David Ier reste le vassal de son père. Toutefois, celui-ci est détrôné par le pro-persan Rostom, qui se pose en unique maître du Karthli, et le prince de Moukhran est contraint de se soumettre à lui, même s'il a participé en 1629 au complot qui a mené à l'assassinat de l'oncle du nouveau roi, le renégat de Basse Kartlie Semayoun Khan. Un accord de paix est proposé entre les autorités centrales et Moukhran et, en 1635, le roi Rostom et David Ier se rencontrent à Sourami. Mais là-bas, il découvre à l'aide de certains nobles chrétiens faussement alliés à Tbilissi que le monarque a l'intention de tuer le prince, et il se replie en vitesse dans ses domaines pour échapper à la mort.
Essayant de trouver une résolution pacifique au conflit, Rostom se rend alors devant Moukhran pour exiger la soumission du prince désormais considéré comme rebelle. Une ambassade est envoyée au sein de la ville, demandant à David Ier de se rendre au Chah Séfi Ier, mais celle-ci échoue et le Moukhran-Batoni tue personnellement une partie des membres de la délégation et fait arrêter les autres. La suite des évènements n'est pas connue, mais cette crise est parallèle à la reprise de pouvoir en Kakhétie par Teimouraz Ier, qui s'accommode avec la Perse, tout en continuant son combat avec Rostom de Kartli.
En 1648, les troupes du roi de Karthli se dirigent vers la Kakhétie pour mettre fin au règne du roi Teimouraz et du prince David Ier. Une importante bataille se déroule alors à Dzvel Anag, au sud du pays. Teimouraz, qui est emprisonné dans son palais de Gremi par l'armée de Rostom, ne peut se rendre sur place, mais c'est le prince de Moukhran qui le remplace. Les troupes ennemies, principalement composées de Qizilbashs, viennent à bout de l'armée kakh et David Ier, avec plusieurs autres importants généraux et près de 100 000 Kakhs, trouvent la mort dans le combat. À la suite de cette défaite, le Karthli et la Kakhétie sont unifiés, le roi Teimouraz et son épouse sont exilés en Iméréthie et échappent à la mort grâce à la magnanimité de Rostom, qui, d'après la Chronique de Vakhoucht Bagration, prend pitié de la tristesse de la reine Khorassan envers son fils David, qui reçoit également les honneurs funéraires en étant enterré dans l'église de Saint-Georges d'Alaverdi. Parallèlement, le Moukhran est accordé à l'héritier légitime de la principauté, Vakhtang II.

## Mariage et descendances
Le prince David Ier de Moukhran a épousé en 1628 Hélène Meskhe (morte en 1695), ancienne épouse du duc David Ier d'Aragvi et fille du prince Léon Diassamidze-Meskhe. Ils ont ensemble sept enfants, dont quatre fils :
- Louarsab Bagration (mort en 1654 ou 1659) ;
- Georges Bagration (mort en 1650), adopté par le roi Alexandre III d'Iméréthie en 1649 ;
- Nicolas Bagration (1643-1710), roi de Kakhétie (1675-1676 et 1688-1703) et de Karthli (1688-1692 et 1695-1703) sous le nom d’Héraclius Ier ;
- Joseph Bagration, fiancé en 1646 à une des trois sœurs du tsar Alexis Ier de Russie ;
- Kétévane Bagration (morte en 1719), épouse de Bagrat IV d'Iméréthie, d'un prince Ghoghoberidze, puis d'Artchil Ier d'Iméréthie ;
- Sistan-Daredjan Bagration, épouse de Parsadan Tsitsichvili, prince de Satsitsiano ;
- Anastasia Bagration.

## Autres

### Sources
- (ka) Nodar Assatiani et Guia Djambouria, Histoire de la Géorgie tome II : Du XIIIe au XIXe siècle, Tbilissi, 2008.
- Cyrille Toumanoff, Les dynasties de la Caucasie chrétienne de l'Antiquité jusqu'au XIXe siècle : Tables généalogiques et chronologiques, Rome, 1990, p. 163-164.
- M. Brosset Jeune, Chronique géorgienne, Paris, 1831.